# Nathalie de Goloubeff
Nathalie de Goloubeff, nota anche come Donatella Cross (Vyborg, 26 agosto 1879 – Meudon, 1º novembre 1941), è stata una cantante e traduttrice russa naturalizzata francese, nota per essere stata amante ufficiale e musa ispiratrice di Gabriele d'Annunzio.

## Biografia
Nathalie nacque da Vasilij Aleksandrovic Cross, luogotenente delle guardie imperiali, figlio di Gustav Kross, e da Zoia Evgènievna, figlia del professor Evgenij Pelikan, consigliere privato e medico personale dello zar Alessandro III.

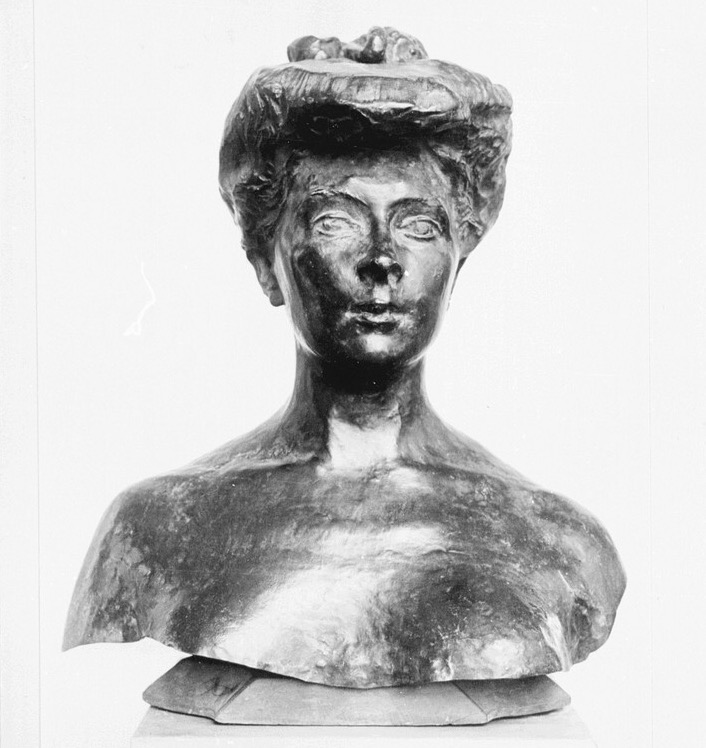
Auguste Rodin, Madame de Goloubeff (1906), Paris, Musée National Auguste Rodin.

Sposò a ventun anni, il 30 agosto 1900, a Kiev, Victor de Goloubeff, funzionario dello Stato zarista e appassionato di archeologia e d'arte, noto per la sua grande collezione di miniature persiane. 
I due si conobbero nel salotto di Nadejda Auer, prima moglie del compositore Lipót Auer, a San Pietroburgo. Nel 1901 la coppia si stabilì a Baden e nel 1905 a Parigi, dove frequentò i salotti artistici e letterari ed incontrò Auguste Rodin, il quale ritrasse Nathalie in un busto marmoreo che ebbe più tardi una replica in bronzo.
Al seguito del marito giunse in Italia nel 1908. A Roma conobbe Gabriele d'Annunzio e ne divenne presto, nel settembre 1908, l'amante ufficiale. Il primo incontro avvenne il 16 marzo 1908 a palazzo Primoli; protetta del conte Giuseppe Primoli, Nathalie, soprano, che – come affermò Ildebrando Pizzetti – «sapeva cantare divinamente», si produsse in alcune romanze. André Germain riferisce che un anno prima, durante un pranzo in casa di amici, dove tra gli invitati vi era la Goloubeff, dopo vari scherzi e motteggi, Maria Hardouin, moglie di d'Annunzio, dal quale era però pacificamente separata, previde: «Una cosa posso dirvi: che, se mio marito incontra costei, ci sarà fra loro una passione, una violenta passione».
Nathalie seguì d'Annunzio nei suoi viaggi, da Roma a Milano e a Marina di Pisa, a Parigi e, nel 1910, lo raggiunse ad Arcachon, sulla costa Atlantica, dove su suo consiglio si era trasferito, nello chalet Saint-Dominique dell'amico Adolphe Bermond.
Nei «cinque anni d'esilio nell'estremo occidente, sul dosso spinoso di una duna oceanica», Nathalie non fu la sola amante al fianco del poeta: ecco Romaine Brooks, la pittrice ribattezzata Cinerina nel Notturno, e la danzatrice Ida Rubinstein. Nonostante l'atteggiamento ambiguo del poeta, Nathalie sovvenzionò d'Annunzio con trentamila franchi all'anno; copiò e classificò i manoscritti della Pisanella, de Le martyre de Saint Sébastien e della Contemplazione della morte; e tradusse in francese Forse che sì forse che no. Musa ispiratrice di molte pagine della Fedra, d'Annunzio la ribattezzò Donatella e la ricordò nella Licenza della Leda senza cigno e nel Libro segreto, dove fu definita «Diana caucasea, matta della più nera mattezza slava».

### Da Nathalie a Donatella

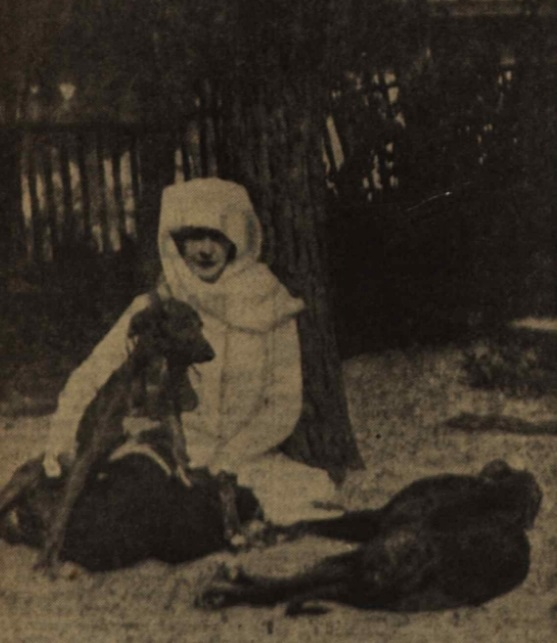
Nathalie con due levrieri presso la Dame Rose (fotografia di G. d'Annunzio).

Il passaggio da Nathalie a Donatella avvenne all'ombra de Il fuoco, in cui una Donatella Arvale, giovane cantante, figlia di un grande musicista, incarnava il sogno luciferino del protagonista Stelio Effrena, pseudonimo con cui d'Annunzio usò firmarsi nella corrispondenza con Nathalie. Così, non appena la Goloubeff diede saggi di bel canto, il poeta le conferì il nome del personaggio del suo ultimo romanzo.
Nel pomeriggio dell'8 giugno 1913, nel Pavillon de Hanovre, Ildebrando Pizzetti suonò in anteprima alcuni pezzi della partitura della Fedra. Assistettero all'esecuzione non solo d'Annunzio e l'impresario Gabriel Astruc, ma anche un gruppo scelto di invitati, tra cui Nathalie, Debussy, Sergej Djagilev, Misia Sert (la principessa Yourbeletieff di Proust), Fëdor Ivanovič Šaljapin e Jacques Rouché.
La relazione fra d'Annunzio e la Goloubeff fu tumultuosa: il poeta fu spesso a Parigi, con grande disappunto della donna che lo avrebbe voluto tutto per sé. Nella capitale francese fece vita di società e non trascurò le amicizie femminili che, insieme agli impegni letterari, lo distrassero dal legame, sempre più poco sentito, che lo univa a Donatella; tanto che, nella Leda, ebbe a scrivere: «una di quelle dolci e noiose creature che, all'incontro della giovanile visione di Dante, si ostinano di tener senza fine su le braccia il loro amore esanime [...] per non potersi mai risolvere a seppellirlo, e si sforzano di farci mangiare "per ingegno" il loro caro cuore che pur non arde».
Braccato dai creditori francesi, gestori di hôtels e negozianti, d'Annunzio fu costretto a lasciare Arcachon e, con Nathalie, a ripiegare a Parigi. Entrambi appassionati di cani da corsa, nella tenuta parigina di Dame Rose, di proprietà della donna, allevarono un ampio clan di cani di razza. Dopo una breve rottura, nel febbraio del 1914 si ritrovarono ad Alcatar, nel West Lancashire, alla Waterloo Cup, nota corsa canina; ma lo scoppio della prima guerra mondiale accelerò la fine del loro rapporto: il 3 maggio 1915 il poeta rientrò in Italia lasciando in Francia, oltre ai libri, agli arredi e agli amati levrieri, anche Donatella.
La Goloubeff continuò tuttavia a utilizzare lo pseudonimo conferitole da d'Annunzio: nel 1916 si esibì, come Donatella Cross, alla Porte Saint-Martin, nella Fedra e in una composizione inedita, Fleur de France, di Charles-Marie Widor.

### Il declino e la morte

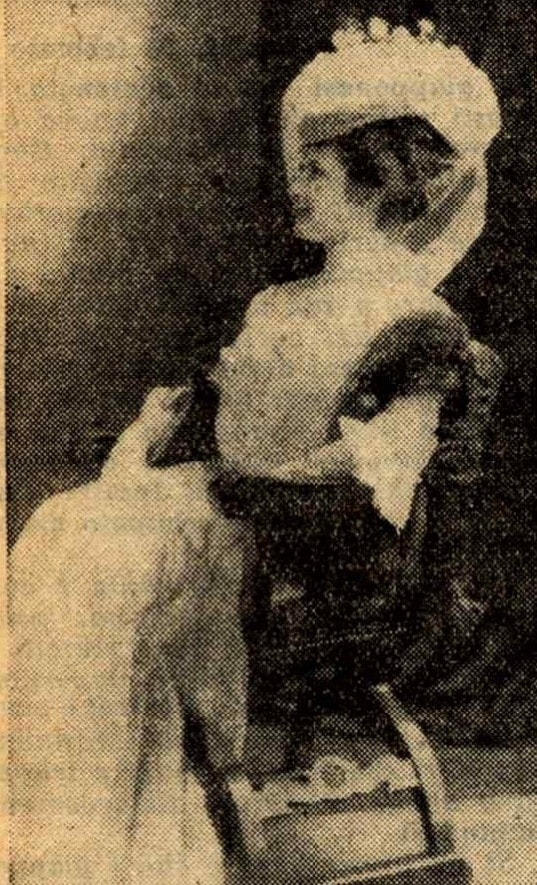
Nathalie al tempo dell'«esilio» di Arcachon

Dopo la separazione dal poeta, Nathalie ebbe alcune relazioni omosessuali e si dedicò all'equitazione; una caduta da cavallo al Bois de Boulogne, con conseguente frattura di una gamba, di un braccio e del cranio, la rese invalida; una gamba era ormai venti centimetri più corta dell'altra. Intanto la Rivoluzione russa la privò della rendita assicuratale dal marito, dal quale si era ormai legalmente separata, e la ridusse in miseria.
Liquidata la cascina nella quale si era rifugiata, in compagnia di un mozzo, di un purosangue e di un levriero, dopo la vendita della Dame Rose a Villacoublay, si trasferì in una stanza d'albergo a Meudon. Si diede all'alcool e visse chiedendo soldi in prestito agli amici di d'Annunzio e del conte de Goloubeff. Antonio Aniante, che la incontrò negli ultimi tempi, ne lasciò il seguente ritratto: «E come veste? Nel modo più ridicolo: come certe povere pazze che errano sotto i ponti del fiume credendosi ancora principesse. La sua bocca sdentata puzza di pessimo tabacco e di pessimo vino. Soltanto i suoi occhi son rimasti bellissimi».
Abbandonata anche dai figli, visse di qualche soccorso e delle sovvenzioni che d'Annunzio le inviò ogni tanto. Abbrutita dall'alcool e in miseria, morì di freddo e di stenti in un albergo di Meudon-Val-Fleury, fra i superstiti dell'emigrazione russa di Parigi: «Donatella è morta il primo novembre 1941, verso le quattro del pomeriggio. Arrivai ch'era morta da due ore, [...] la trovai già fredda, su un letto senza coperta. Mia moglie e io la seppellimmo tra due tempeste di neve nel piccolo camposanto di Meudon».
Dal marito ebbe due figli: Victor, nato nel 1901 a Baden, e Ivan, a Parigi il 15 dicembre 1905. Ivan ritornò in Russia con la nonna materna e morì durante l'Assedio di Leningrado nel 1942. Il figlio maggiore prese parte alla Guerra civile spagnola, nella marina di Franco; in seguito emigrò negli Stati Uniti.

## Il libro segreto di Donatella
Nel 1947 le lettere a lei inviate da d'Annunzio nei primi due anni della loro relazione furono parzialmente pubblicate, prima sulla rivista svizzera Le Mois Suisse quindi in volume, dal poeta Pierre Pascal, al quale erano state consegnate dalla donna nel 1935: «Eravamo nel gennaio o febbraio del trentacinque, una mattina si presentò a casa mia. Era una vecchia signora zoppicante, con un viso infossato, con due strani grandi occhi azzurri. Portava una miserabile valigia, il suo tesoro, tutto quello che le era rimasto di lui».
Il primo di quattro tomi previsti contenente la corrispondenza tra d'Annunzio e Nathalie fu pubblicato, con la curatela di Pierre Pascal, con il titolo Le livre secret de Gabriele d'Annunzio et de Donatella Cross, per la casa editrice Il Pellicano di Neri Pozza. Nel 1999 il manoscritto originale del Libro segreto di Donatella, fu messo in vendita per circa 18 milioni di lire ad un'asta di Christie's a Roma. D'Annunzio prese l'abitudine di ricopiare le lettere indirizzate a Donatella in un suo libro segreto di elegante carta filigranata. La copia posta in vendita era quasi sicuramente appartenuta a Nathalie de Goloubeff, dal momento che recava anche una dedica autografa del poeta all'amata, definita "fontana del piacere".